# Par (ort i Storbritannien)
Par är en ort i Storbritannien.   Den ligger i grevskapet Cornwall och riksdelen England, i den södra delen av landet, 300 km väster om huvudstaden London. Par ligger 3 meter över havet och antalet invånare är 9 462.
Terrängen runt Par är huvudsakligen platt, men västerut är den kuperad. Havet är nära Par söderut. Runt Par är det ganska tätbefolkat, med 192 invånare per kvadratkilometer. Närmaste större samhälle är St Austell, 5,2 km väster om Par. Trakten runt Par består till största delen av jordbruksmark.